# اثرات بلند مدت مصرف الکل

مهم‌ترین اثرات احتمالی مصرف طولانی مدت اتانول

برای اثرات بلند مدت مصرف الکل، مدارکی وجود دارد که نشان می‌دهد مصرف الکل (در علم شیمی به آن اتانول گفته می‌شود) باعث بهبودِ سلامت شخص نمی‌شود. در گذشته ادعاهایی مبنی بر اینکه مصرف کم یا متوسط آن باعث بهبودی در سلامت مصرف‌کننده می‌شود، مطرح شده بود. این نوع ادعاها با استفاده از فراتحلیل (مِتا آنالیز) کامل‌تر و دقیق‌تری که انجام شده کاهش پیدا گرده است. مصرف زیاد اتانول (سوءمصرف الکل) می‌تواند اثرات مخرب شدیدی را به‌وجود بیاورد. تأثیر الکل بر سلامتی در بلند مدت خطراتی را برای انسان به وجود می‌آورد. اعتیاد به الکل، سوءتغذیه، پانکراتیت مزمن، سیروز کبدی، سرطان، آسیب به دستگاه عصبی مرکزی و دستگاه عصبی پیرامونی از جمله این خطرات است. احتمال ابتلا به انواع خاصی از سرطان حتی در مصرف کم و متوسط الکل، افزایش پیدا می‌کند.
مصرف بلند مدت الکل، این قابلیت را دارد که به هر عضو و سیستم بدن آسیب بزند. آسیب پذیریِ مغز افراد در حال رشد، در برابر اثرات سمیِ الکل بسیار بیشتر است. مضافاً بر این، ممکن است مغز جنین به واسطه مصرف مادران باردار، مبتلا به ناهنجاری‌های جنینی ناشی از الکل (FASD) شود.